# Église Saint-Clair de Nantes
L'église Saint-Clair de Nantes est située à Nantes dans le département de Loire-Atlantique en France. Elle est consacrée à saint Clair de Nantes, premier évêque de la ville au IIIe siècle.
Elle est située à l'ouest de la ville, dans le quartier Dervallières-Zola, place Saint-Clair. Elle appartient à la paroisse Sainte-Anne-Saint-Clair.
Elle est de style néo-paléochrétien, et l'œuvre de l'architecte Gustave Bourgerel. Elle n'est pas classée aux monuments historiques.

## Historique

### Les origines
À la suite de l'industrialisation du Haut-Chantenay dans la première moitié du XIXe siècle, le nombre d'habitants des hameaux des Renardières, de Grillaud et de la Fournillière augmente considérablement. L'église Saint-Martin étant devenue trop petite face à l’augmentation du nombre de paroissiens, Mgr Jacquemet, évêque de Nantes, charge en 1853 l'abbé Maillard de la création de la nouvelle paroisse.
La commission de création de la nouvelle paroisse choisit le mont Saint-Bernard pour ériger la nouvelle église car le site se trouve en hauteur et à équidistance des hameaux voisins.

### 1853 - 1858
Les travaux de construction durent cinq ans et sont dirigés par l'architecte Gustave Bourgerel.
Celui-ci cherche à faire de l’église une création originale qui se démarque du style néo-gothique (très utilisé à cette époque-là), il choisit donc de s'inspirer de l'architecture paléochrétienne pour la construction de l'édifice.
L'église est inaugurée et bénite par l’évêque de Nantes le 4 avril 1858. Le 25 juillet, un décret impérial officialise la création de la nouvelle paroisse. L'église est consacrée à saint- Clair, le 16 août, par une ordonnance de Mgr Jacquemet.